# De Borchgrave
De Borchgrave is een geslacht waarvan leden sinds 1873 tot de Belgische adel behoren.

## Geschiedenis
De stamreeks begint met Josse de Borchgrave, schepen van Wacken (graafschap Vlaanderen) die in 1617 trouwde, eerste vermelding van een lid van dit geslacht. Tussen 1873 en 1951 vonden adelsbesluiten plaats inzake dit geslacht. De oudste en jongste tak hebben als gemeenschappelijke voorvader Joseph de Borchgrave (1672-1729), en als stamvaders twee halfbroers; de jongste tak stierf in 2011 uit.
Anno 2018 waren er nog vijf mannelijke telgen in leven, de laatste geboren in 2010.

### Wapenbesluiten

#### Oudste tak
- 1902: Adelsverheffing van Jules de Borchgrave, gewezen volksvertegenwoordiger en gewezen secretaris van de Kamer
- 1951: Verlening van de titel baron, overdraagbaar bij eerstgeboorte, aan jonkheer Robert de Borchgrave, bestuurder van vennootschappen (zoon van de voorgaande).

#### Jongste tak
- 1873: Adelsverheffing van Yvon de Borchgrave
- 1896: Verlening van de titel baron, overdraagbaar bij eerstgeboorte, aan jonkheer Emile de Borchgrave, buitengewoon gezant en gevolmachtigd minister aan het Hof te Wenen, lid van de Koninklijke Academie van Wetenschappen, Letteren en Schone Kunsten van België (zoon van de voorgaande).
- 1919: Toelating voor de oudste zoon van baron Roger de Borchgrave, buitengewoon gezant en gevolmachtigd minister, dienstdoend kabinetschef van de minister van Buitenlandse Zaken (zoon van de voorgaande), en voor diens zonen volgens recht van eerstgeboorte, om samen met hun vader de titel te voeren.

### Wapenbeschrijvingen

#### Oudste tak
- 1902: In rood, een zilver geopend[e] en verlicht[e], gouden burcht, met vier kanteelen. Het schild gedekt met een goud getralieden, gehalsbanden en omboorden, zilveren helm, gevoerd en gehecht van rood, met wrong en helmdekkleeden van goud en rood. Helmteeken: een vleeschkleurige, uitkomende wildeman, die een knots op den schouder draagt. Wapenspreuk: 'Ex castro non ex castris' van goud, op een lossen fladderenden rooden band.
- 1951: Van keel, met een met vijf stukken gekanteelde toren van goud, geopend en verlicht van zilver. Het schild overtopt met een helm van zilver, gekroond, getralied, gehalsband en omboord van goud, gevoerd en gehecht van keel, met dekkleden van goud en van keel. Helmteken: een vleeskleurige uitkomende wildeman die een knots op de schouder draagt. Wapenspreuk: 'Ex castro non ex castris' van goud op een losse band van keel. Bovendien voor de [titularis] het schild getopt met een baronnenkroon, en gehouden door twee vleeskleurige krijgers, met open visier, gekleed met een wapenrok van sabel, met een kruis van zilver, in het hart beladen met de letter 'J' van keel, gekousd van dezelfde kleur, dragend een helm van zilver, hebbend aan hun zijde een zwaard eveneens van zilver, vastgehecht aan een degengordel van dezelfde kleur.

#### Jongste tak
- 1873: De gueules, au château d'or, à quatre créneaux, ouvert et ajouré d'argent. L'écu timbré d'un heaume d'argent, couronné, grillé, colleté et liseré d'or, doublé et attaché de gueules, aux lambrequins d'or et de gueules. Cimier: un sauvage issant de carnation, portant sa massue sur l'épaule. Devise: 'Ex castro non ex castris'.
- 1896: De gueules, au château d'or, à quatre créneaux, ouvert et ajouré d'argent. L'écu surmonté pour le titulaire d'une couronne de baron, et tenu par deux hommes de carnation, habillés d'une cotte de sable, chaussés de gueules, coiffés d'un casque d'argent, ayant au côté une épée aussi d'argent, attachée à une ceinture du même, et sommé pour les autres descendants d'un heaume d'argent, couronné, grillé, colleté et liseré d'or, doublé et attaché de gueules, aux lambrequins d'or et de gueules. Cimier: un sauvage issant de carnation, portant sa massue sur l'épaule. Devise: 'Ex castro non ex castris'.
- 1919: Van rood, met het kasteel van goud, met vier tinnen, geopend en verlicht van zilver. Het schild overtopt, voor [de titularis] van eene baronnenkroon, en gehouden door twee mannen in vleeschkleur, gekleed met een wapenrok van zwart, gekoust van rood, het hoofd bedekt met een helm van zilver, dragend aan de zijde een zwaard eveneens van zilver, vastgehecht aan een riem van hetzelfde, getopt bovendien met eenen helm van zilver, gekroond, getralied, gehalsband en omboord van goud, gevoerd en vastgehecht van rood, met dekkleeden van goud en rood. Helmteeken: een uitkomende wilde van vleeschkleur, houdend met de rechterhand zijne knots gesteund op de schouder. Wapenspreuk: 'Ex castro non ex castris' van zwart op een zilveren lint.

## Enkele telgen
Joseph de Borchgrave (1672-1729)
- Philippe de Borchgrave (1705-?)

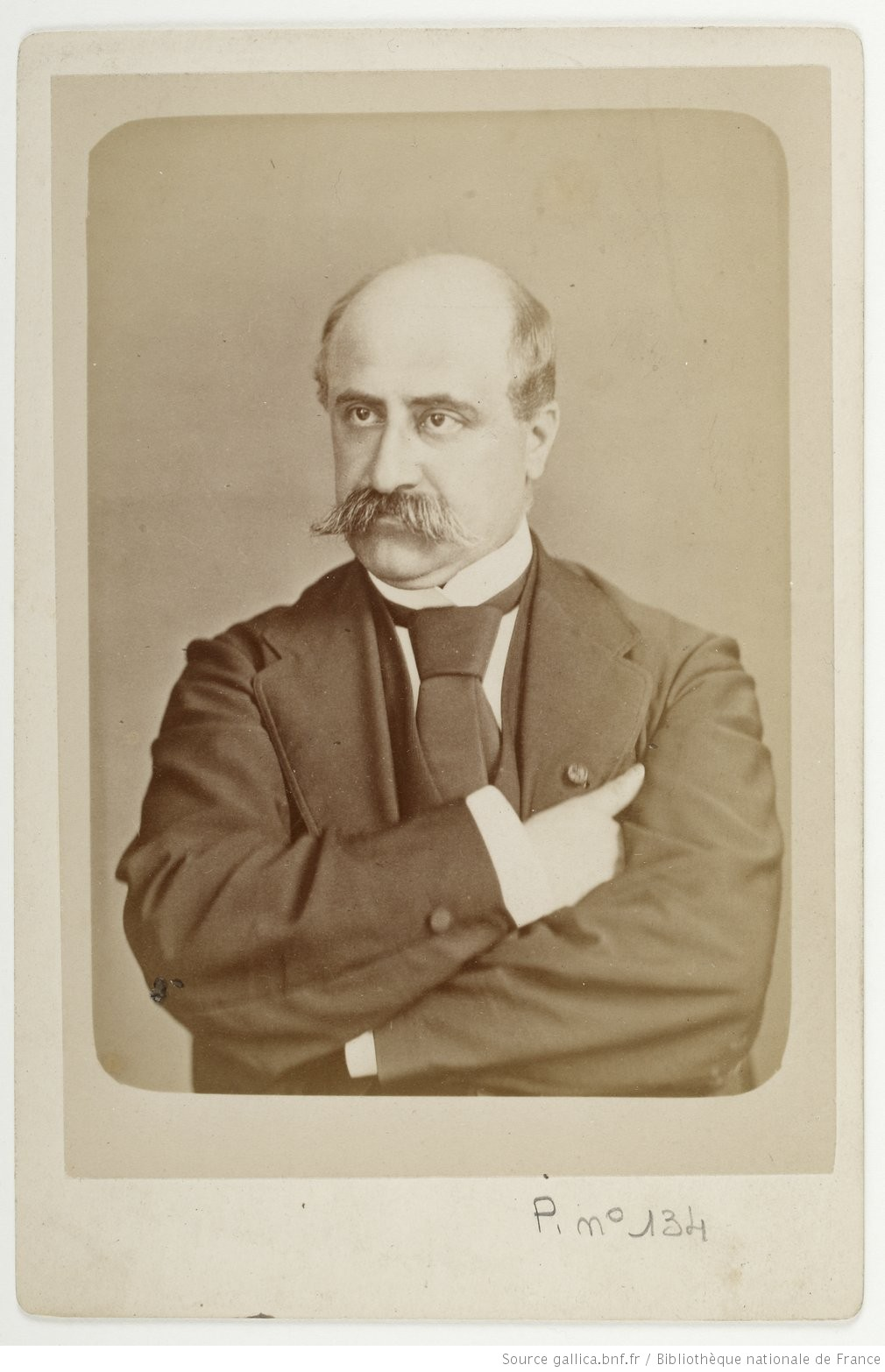
Portret van Emile de Borchgrave (1837-1917) door Alexandre Quinet fils.

  - Joseph-François de Borchgrave (1748-1834)
    - Eugène de Borchgrave (1788-1857)
      - Désiré de Borchgrave (1822-1896)
        - Jhr. Jules de Borchgrave (1850-1927), volksvertegenwoordiger
          - Robert baron de Borchgrave (1877-1958); trouwde in 1906 met Louise Anne barones Sloet van Oldruitenborgh (1886-1986), door haar huwelijk aangetrouwde verwante van Marguerite Yourcenar en goed met haar bevriend, telg uit het geslacht Sloet
            - Guy baron de Borchgrave (1907-1945), kapitein-commandant
              - Jacques baron de Borchgrave (1939-1989)
                - Guy baron de Borchgrave (1963), chef de famille
                  - Jhr. Pierre de Borchgrave (2010), vermoedelijke opvolger als chef de famille

          - Jkvr. Louise de Borchgrave (1879-1970); trouwde in 1898 met haar verre verwant Roger baron de Borchgrave (1871-1946), ambassadeur
          - Jkvr. Solange de Borchgrave (1882-1969); trouwde in 1910 met Michel ridder Cleenewerck de Crayencour (1885-1966), halfbroer van Marguerite Yourcenar en telg uit het geslacht Cleenewerck de Crayencour
- Corneille de Borchgrave (1722-1769)
  - Petrus Judocus de Borchgrave (1758-1819), belastingontvanger, dichter en toneelschrijver
    - Louis de Borchgrave (1784-1860)
      - Jhr. Yvon de Borchgrave (1809-1892), advocaat, 
        - Emile baron de Borchgrave (1837-1917), jurist, historicus en diplomaat
          - Roger baron de Borchgrave (1871-1946), ambassadeur
            - Dr. Jacques baron de Borchgrave (1902-1936), ambassade-attaché, vermoord in Madrid
            - Jkvr. Sylviane de Borchgrave (1909-2011), laatste telg van de jongste tak